# Walther Seinsch

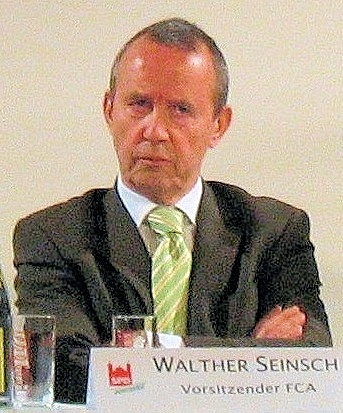
Walther Seinsch 2007

Walther Seinsch (* 21. Oktober 1941 in Mayen) ist ein  deutscher Unternehmer und Fußballfunktionär. Von November 2000 bis 3. Dezember 2014 war er Vorstandsvorsitzender des Fußballclubs FC Augsburg.

## Leben
Walther Seinsch durchlief nach achtjähriger Schulzeit eine Lehre als Steuerberater und war anschließend auf dem Bau und als Fabrikarbeiter tätig. In einer kaufmännischen Laufbahn stieg er bei Kaufhof zum Geschäftsführer auf. Er schied dort als Manager aus und schuf mit seiner Frau unter dem Namen Ingrid S. eine Gruppe von fünf Damenoberbekleidungsgeschäften. Die Läden wurden später in ein Unternehmen namens Modea Bekleidungsmarkt GmbH eingebracht, aus dem Takko hervorgehen sollte. Zu Beginn der 1990er Jahre stieg die Unternehmensgruppe Tengelmann bei Takko ein. Walther Seinsch schied 1996 aus dem von ihm mitgegründeten Unternehmen aus. Es verfügte zu jener Zeit über 240 Takko-Fachmärkte und 90 Ingrid S.-Geschäfte. Er wurde bis 1998 Geschäftsführer bei KiK, wo er eine Zehn-Prozent-Beteiligung hielt. Dann entschloss er sich zu deren Verkauf und zog sich aus dem Beruf zurück. Er zog mit seiner Familie an den Bodensee.

### Gesellschaftliches Engagement
1996 gründeten Walther Seinsch und seine Frau die Stiftung Erinnerung Lindau. Mit dieser Stiftung wollen sie dabei helfen, die Zeit des Nationalsozialismus historisch-wissenschaftlich aufzuarbeiten. Die Stiftung vergibt seit 1999 jährlich den Marion-Samuel-Preis, um damit an die während des Nationalsozialismus ermordeten jüdischen Kinder zu erinnern. Seit 2007 wird der Preis in Augsburg verliehen (früher Berlin).
Walther Seinsch ist Mitglied im Beirat der Vereinigung Gegen Vergessen – Für Demokratie.

### Engagement im Fußball
In jungen Jahren spielte Walther Seinsch als Amateur Fußball beim SG Telgte im Münsterland. Ambitionen als Fußballfunktionär zeigte Seinsch bereits in den 1990er Jahren: 1994 kandidierte er als Präsident des FC Schalke 04, zog seine Bewerbung jedoch im Lauf des Auswahlverfahrens zurück. 1999 beabsichtigte Seinsch den Einstieg beim SSV Reutlingen 05 mit dem Ziel, dort ein Stadion für mindestens 35.000 Zuschauer zu bauen und den Verein finanziell und damit sportlich zu fördern. Als die Stadt seinen Forderungen nicht nachkam, beendete er von einem Tag auf den anderen sein Engagement.
Im Jahr 2000 kam er nach Augsburg, um sich des damaligen Viertligisten FC Augsburg anzunehmen. Als Vorstandsvorsitzender des FC Augsburg entwickelte er die Ziele Aufstieg in die 1. Fußball-Bundesliga sowie Bau einer neuen Fußballarena, der Impuls Arena mittlerweile WWK Arena (in der Planungsphase Augsburg Arena genannt), für den FC Augsburg. Diese sollte das Augsburger Rosenaustadion als Heimstadion des FCA ablösen, weil es sich auf Grund seines Alters und seiner Bauart für modernen Bundesliga-Fußball nur eingeschränkt eignete. Das von Seinsch angestrebte neue Stadion wurde am 26. Juli 2009 eröffnet. Der Fußballverein hatte sich zu jener Zeit in die 2. Fußball-Bundesliga emporgearbeitet.
Am 8. Mai 2011 stand der Aufstieg des FC Augsburg in die erste Liga nach einem 2:1-Sieg gegen den FSV Frankfurt am vorletzten Spieltag der Saison faktisch fest und wurde am letzten Spieltag Realität. Es war der größte sportliche Erfolg des FCA während der Präsidentschaft von Walther Seinsch.
Am 18. Juli 2011 gab Seinsch bekannt, er werde auch trotz angeschlagener Gesundheit weiter Vorsitzender des FC Augsburg bleiben. Seinen Rücktritt gab er am 3. Dezember 2014 auf der Jahreshauptversammlung des FC Augsburg bekannt, wobei  er den Vizepräsidenten Klaus Hofman als Nachfolgekandidaten benannte.
Am 5. Juni 2015 wurde bekannt, dass Seinsch beim Drittligisten SC Preußen Münster einen Stadionausbau forciert, konnte sich aber mit seinen Vorstellungen und Forderungen im Verein und bei der Stadt nicht durchsetzen.
Seinsch war im Jahr 2016 Vorstandsmitglied beim SC Preußen Münster und dort für die sportlichen Belange sowie für den Stadionausbau zuständig.

### Engagement in der Politik
Im Jahr 2007 hatte sich Seinsch für eine Kandidatur auf der Stadtratsliste der Wählervereinigung „Pro Augsburg“ bei der Kommunalwahl 2008 entschieden und war dort auf Platz 6 gesetzt. Von den Wählern erhielt er ein Mandat für den Stadtrat, dessen Amtszeit am 1. Mai 2008 begann. Ende September zog er sich wieder aus der Politik zurück. Er begründete dies mit gesundheitlichen Gründen.
Im Juli 2007 wurde eine Meinungsverschiedenheit zwischen Seinsch und der Stadt Augsburg in der Frage seines Hauptwohnsitzes publik, weil die Ehefrau nur in Lindau gemeldet war. Der melderechtliche Konflikt wurde außergerichtlich im August beigelegt. Ingrid Seinsch hatte sich mit einem Nebenwohnsitz in Augsburg angemeldet.
Als Privatier unterhält Seinsch einen eigenen Blog, weltbuerger.de, auf dem er sich nach eigener Aussage mit „Politik, Wirtschaft, Gesellschaft und nicht zu vergessen Fußball“ leidenschaftlich widmet.

## Buchautor
Sein Buch Verbrecher-Kartei (über Banker, Manager und Politiker) erschien am 3. Dezember 2014 im Hess Verlag; das Vorwort dazu hat Seinsch als launigen Lebenslauf angelegt. 2015 veröffentlichte er ein von Gernot Facius und Rudolf Grulich in Anzeigen beworbenes Buch Über die Putin-Phobie des Westens.

## Auszeichnungen
Walther Seinsch wurde 2015 gemäß einstimmigem Stadtratsbeschluss zum Ehrenbürger von Augsburg ernannt.

## Familiäres
1962 hatte Walther Seinsch eine Italienerin geheiratet. Er ist in zweiter Ehe mit Ingrid Seinsch verheiratet und hat neun Kinder, davon sechs adoptierte. Er lebte viele Jahre in Telgte bei Münster. Anfang 2010 teilte Seinsch mit, dass er an Depressionen leide und in gesundheitlichem Interesse eine Auszeit nehme. Er gab seinen Hauptwohnsitz in Augsburg auf und zog sich nach Lindau beziehungsweise Münster (Westfalen) zurück.